# 闻姓
闻姓為中文姓氏之一，在《百家姓》中排名第289位。

## 起源
中國春秋時期末叶魯國有個人物叫少正卯，他博学多识,很有名气，曾聚眾講學，而又有很多觀點與孔子不同，同孔子唱对台戏，使得孔子的不少弟子都跑到少正卯处听讲，對孔子私學有很大影響，後來孔子做了鲁国司寇，就以“改政”为名，把当时远近闻名的少正卯杀了，而少正卯的后代子孙為紀念，就以此事做了姓氏，以“闻人”为姓。而後，聞人氏後人將复姓闻人单化成聞姓。据《风俗通》记载：上古闻人氏的后代，其子孙以“闻人”为姓，但有一部分子孙，只以闻为姓。闻人氏改为闻氏，约是在汉—宋之间。
另一支闻姓为文天祥之后，由“文”改姓而来。這種说法最早出于清乾隆四十六年（1781年）。第一次修撰的《闻氏宗谱》：“吾姓本姓文氏，世居江西吉安之庐陵。宋景炎二年（1277年），信国公军溃于空坑，始祖良辅公被执，在潜逃于蕲之兰清邑，改‘文’为‘闻’，因家焉。”这里所说的信国公就是文天祥，而蕲则是今天的湖北省浠水县。

## 分布
聞姓現在主要分布在中國浙江省临安至江苏省宜兴一带。
另有一支是单字闻姓，文天祥（护国公）军败后，其二十四子带其后人从江西吉安迁居至湖北省浠水（麻城）市，并改文为闻，与南方闻人氏不同的是此支后人比较高大。
“闻”氏由“文”改来的说法最早出于清乾隆四十六年（1781年）。第一次修撰的《闻氏宗谱》：“吾姓本姓文氏，世居江西吉安之庐陵。宋景炎二年（1277年），信国公军溃于空坑，始祖良辅公被执，在潜逃于蕲之兰清邑，改文为闻，因家焉。”这里所说的信国公就是文天祥，而蕲则是今天的湖北省浠水县。
700多年来，闻家宗谱都采纳此说，闻家人也都自认为是文天祥后人，研究闻一多的學者，也大多承认了这个说法。然而，1992年，《闻一多传》的作者闻黎明以史学研究者的严谨态度对这一问题提出了质疑。他说：“这种说法很难考证，且记载时间去（距離）事五百年（1277年－1781年）”，“宗谱所言确否，尚待证实。”因为“闻”本来也是一个姓氏。
这个问题，闻一多本人也产生过兴趣。他在清华读书期间曾想撰写一篇《闻氏先德考》，但终因资料不足，只在日记中写下了“不得其详”这样一个没有结论的结论。

## 堂號
- 超卓堂：超卓即就是特别高超之意。明朝时候，闻良辅才能和德行都特别高超。初为监察御史，后来升大理少卿，出使暹罗，权操虎节，官至广东按察使。

## 郡望
- 吳興郡：三國時吳置，今浙江省吴兴县。

## 參看
- 聞人姓

## 外部連結
- 百家姓聞姓資料 （页面存档备份，存于）

## 延伸阅读
[在维基数据编辑]
 《百家姓》
 《欽定古今圖書集成·明倫彙編·氏族典·聞姓部》，出自陈梦雷《古今圖書集成》